# 趙德三

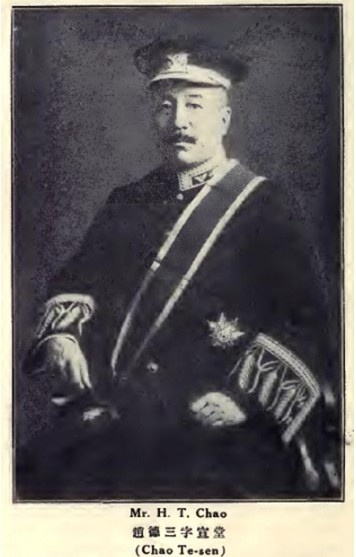
趙德三

趙德三（1873年—？），字宣堂，号梦石，山东平度人，中华民国铁路建筑学家。
他早年在青岛学习机械，之后担任测绘员。1902年，他加入道清铁路工作，1905年，转入沪宁线吴淞-上海段的测绘员。1908年，他担任津浦铁路管理局工务处处长。1916年，他担任津浦铁路北段代理总工程师，1917年，成为北段的主工程师。1920年，担任烟台-潍县铁路的主工程师。1922年6月，署北京政府交通部路政司司长。1923年，担任开封府-河南府铁路（郑汴线）经理。同年，根据中日《解决山东悬案条约》及《附约》和《山东悬案铁路细目协定》，他担任胶济铁路管理局局长，接管胶济铁路。但因机车出轨、客车相撞事故不断、云河铁路大桥垮塌和胶济路机务段长葛燮生绑票案，加上货物滞留等管理不善，被舆论炮轰，同年12月，黯然下台。
著有《接管胶州铁路记》。此外他师从刘嘉颖，善于画传。